# Sydney Payne
Sydney Payne, född 16 september 1997 i Victoria, är en kanadensisk roddare.

## Karriär
Vid olympiska sommarspelen 2020 i Tokyo, som arrangerades 2021, var Payne en del av Kanadas lag som tog guld i åtta med styrman.